# José Luís Borges Coelho
José Luís Borges Coelho (Murça, 1940) é um maestro coral português, galardoado internacionalmente e com uma notável obra de divulgação da música portuguesa desde a Renascença aos nossos dias. A sua leitura consistente e meridiana da música coral de Lopes-Graça, em particular, firmada numa discografia cumprimentada pela crítica, faz dele uma suma autoridade nessa matéria. 

## Biografia
José Luís Borges Coelho nasceu em Murça em 1940. 
Licenciado em História pela Faculdade de Letras da Universidade do Porto, veio a ser o fundador do Coral de Letras da Universidade do Porto e seu maestro titular desde 1966.  É irmão do historiador António Borges Coelho (professor jubilado da Faculdade de Letras da Universidade de Lisboa) e pai do pianista Miguel Borges Coelho.

## Reconhecimento
Em Julho de 2017 foi feito Doutor Honoris Causa pela Universidade do Porto. 
Em 2023, a Universidade do Porto homenageou-o com a projecção do documentário Zé Luís, um escultor de vozes. 

## Ligações Externas
- Coros de Portugal | Coros Portugal: Uma conversa com o maestro José Luís Borges Coelho (2020)